# Karangharum
Karangharum is een bestuurslaag in het regentschap Bekasi van de provincie West-Java, Indonesië. Karangharum telt 4020 inwoners (volkstelling 2010).